# Gaten
Gaten es un lugar del municipio español de Bellvís, perteneciente a la provincia de Lérida, en la comunidad autónoma de Cataluña.

## Historia
Hacia mediados del siglo XIX, el lugar ya pertenecía a Bellvís. Aparece descrito en el octavo volumen del Diccionario geográfico-estadístico-histórico de España y sus posesiones de Ultramar de Pascual Madoz con las siguientes palabras:

GATEN: térm. rural en la prov., part. jud. y dióc. de Lérida (5 hor.), térm. jurisd. de Bellvis, cap. del ayunt. (1): se halla sit. al E. del espresado térm. jurisd. donde está enclavado, compuesto de una sola casa para albergue de pastores y ganado; se estiende como cosa de 1/2 hora de largo y poco mas de ancho: confinando N. con el del Palau; E. con el de Bellvis; S. con el de Sidamunt, y O. con el de Fondarella: sirve de aposentadero de ganados, por criarse en él yerbas de buena calidad, produciendo tambien trigo y vino en alguna cantidad.
(Madoz, 1847, p. 331)